# Groot Poelgeest
Groot Poelgeest was een kasteel bij Koudekerk aan den Rijn in de Nederlandse provincie Zuid-Holland. Het was een rond waterkasteel. Nu rest er slechts een van de torens en een koetshuis uit 1648.
Waarschijnlijk werd het kasteel rond 1250 gebouwd toen de heren van Poelgeest daar in de omgeving kwamen wonen. Het huis werd gedeeltelijk verwoest in 1420 tijdens de Hoekse en Kabeljauwse twisten, mogelijk onder leiding van Albrecht Beiling, maar ook later in de Tachtigjarige Oorlog, toen de heren van Poelgeest zich achter Willem van Oranje schaarden.
Door schulden moest Gerrit van Poelgeest het kasteel in 1692 verkopen. Het ging daarna aan verwaarlozing ten onder.

## Afbeeldingen

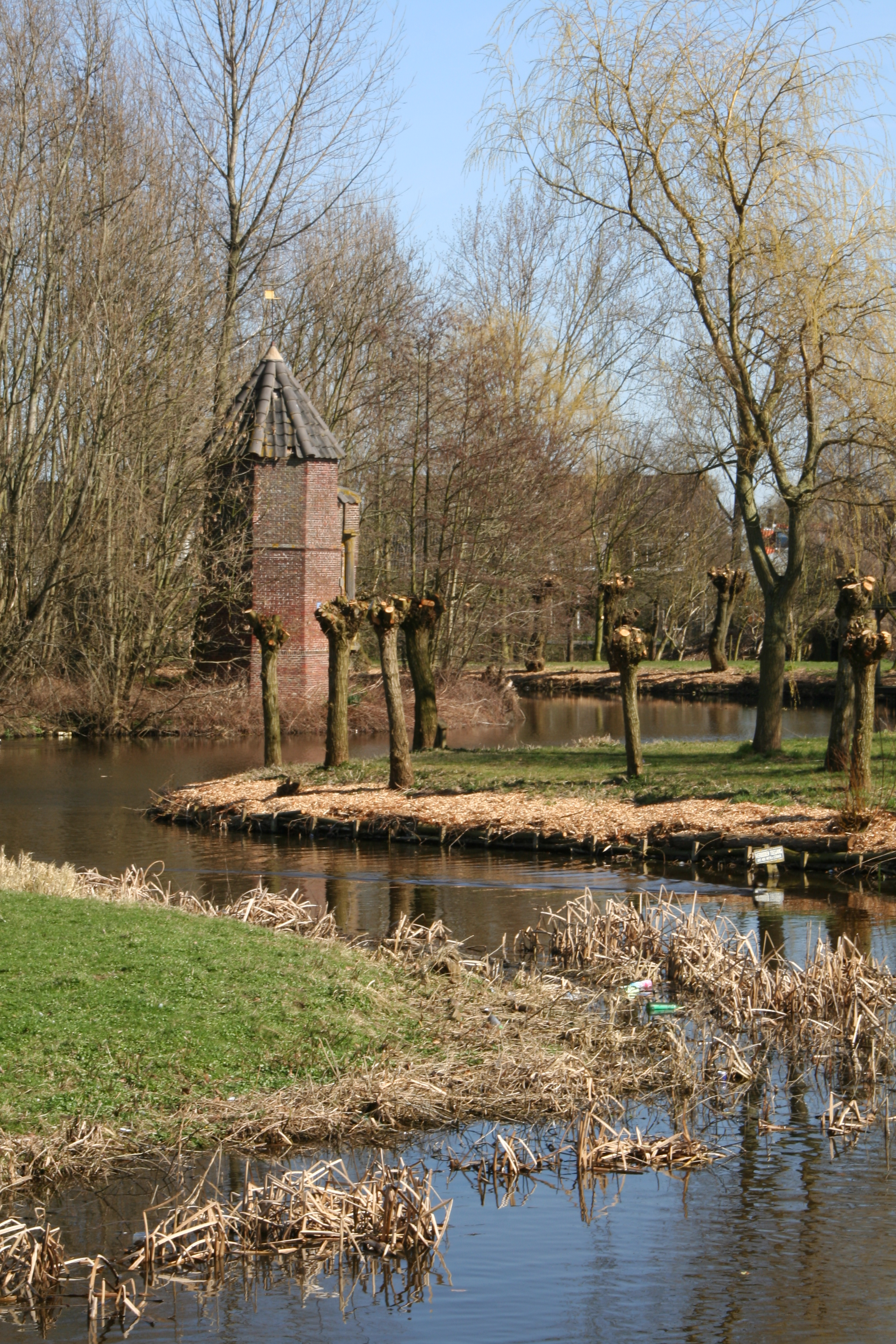
Foto (2009)
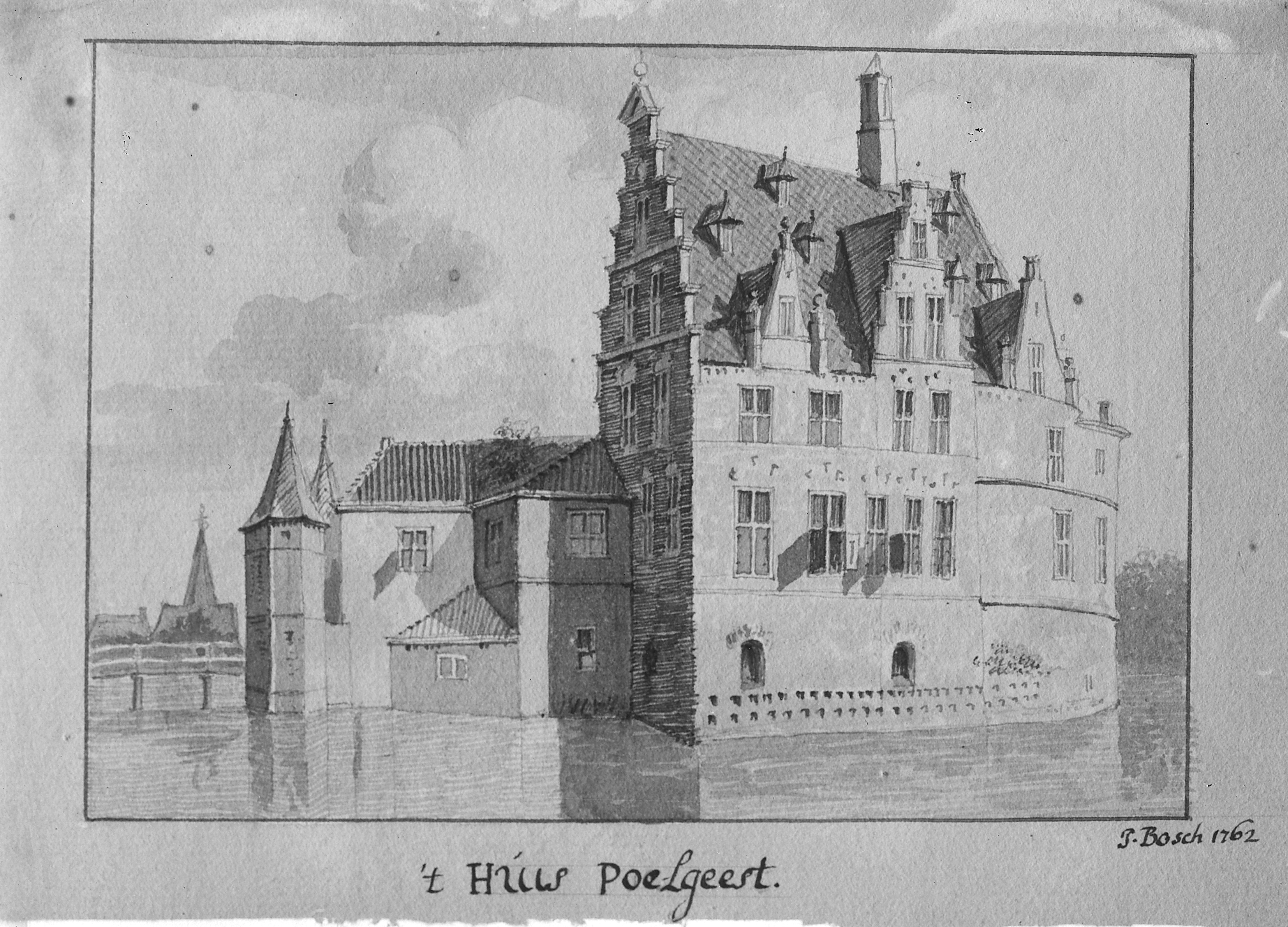
Prent van het voormalige kasteel (1762)
- Tekening door Nicolaas Beets (1836)
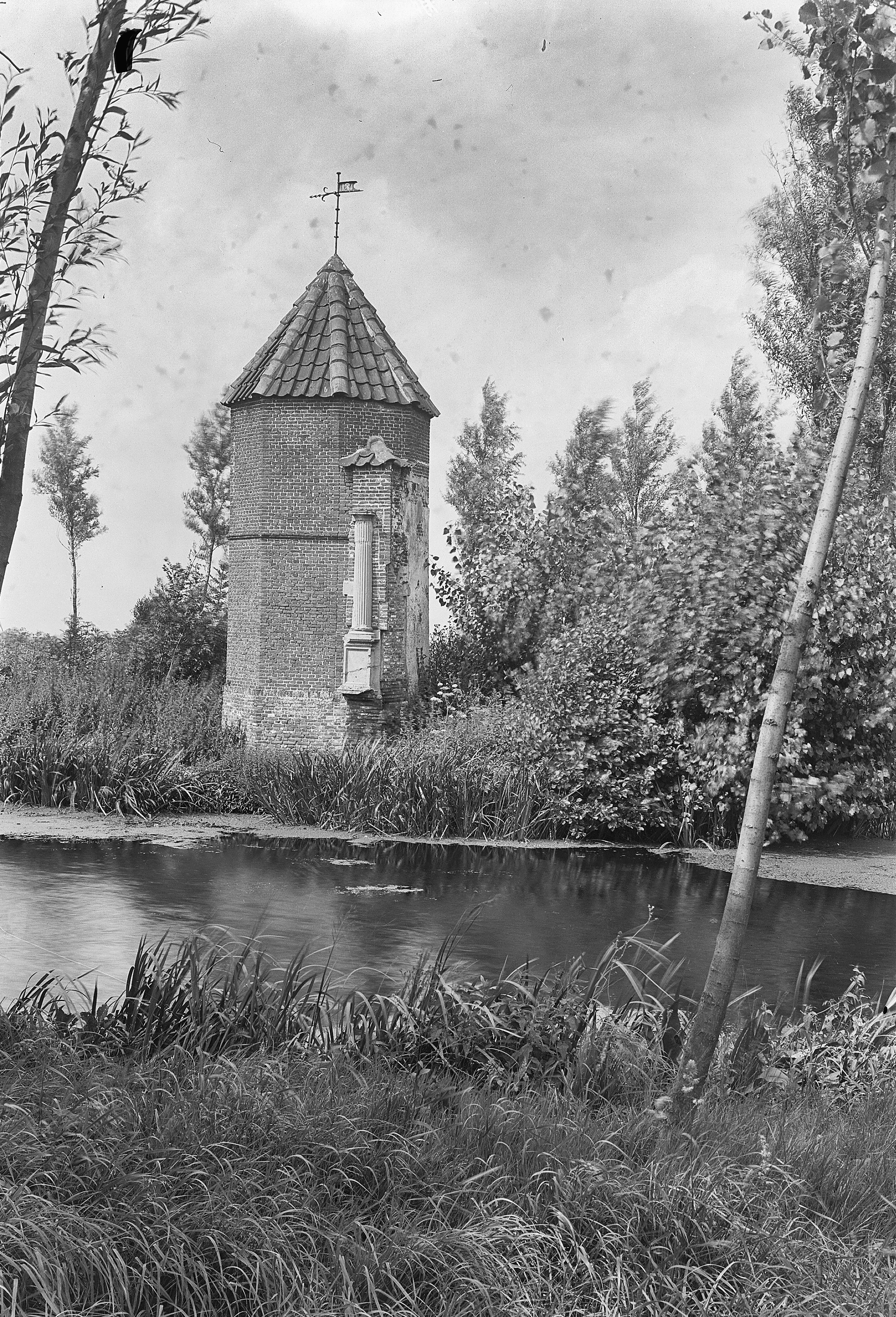
Foto (2e helft 20e eeuw)